# Deborah Raffin
Deborah Iona Raffin (Los Angeles, 13 marzo 1953 – Los Angeles, 21 novembre 2012) è stata un'attrice statunitense.

## Biografia
Figlia dell'attrice Trudy Marshall, prese parte a diversi film prodotti a Hollywood negli anni settanta. Ottenne una candidatura ai Golden Globe 1981 nella categoria miglior attrice in un film drammatico e anche ai Razzie Award per Touched by Love (1980).
Nel 1988 recitò con Pierce Brosnan nella serie Il re di Hong Kong. Dal 1974 al 2005 fu sposata con il produttore Michael Viner, con il quale aveva fondato una compagnia di pubblicazione di audiolibri. 
Morì all'età di 59 anni per una forma di leucemia.

## Filmografia

### Cinema
- La signora a 40 carati (40 Carats), regia di Milton Katselas (1973)
- Il ragazzo del mare (The Dove), regia di Charles Jarrott (1974)
- Una volta non basta (Once Is Not Enough), regia di Guy Green (1975)
- God Told Me To, regia di Larry Cohen (1976)
- Sentinel (The Sentinel), regia di Michael Winner (1977)
- Doppio colpo (The Ransom), regia di Richard Compton (1977)
- Hanging on a Star, regia di Mike MacFarland (1978)
- Touched by Love, regia di Gus Trikonis (1980)
- Il mistero della foresta (Dance of the Dwarfs), regia di Gus Trikonis (1983)
- Il giustiziere della notte 3 (Death Wish 3), regia di Michael Winner (1985)
- Claudia, regia di Anwar Kawadri (1985)
- Grizzly II: The Concert, regia di André Szöts (1987)
- Scanners 2 - Il nuovo ordine (Scanners II: The New Order), regia di Christian Duguay (1991)
- Un marito per Elly (Morning Glory), regia di Steve Hilliard Stern (1993) - anche sceneggiatrice
- Grizzly II: Revenge, regia di André Szöts (2020) (girato originariamente nel 1983)

### Televisione
- Nightmare in Badham County (1976) - film TV
- Ski Lift to Death (1978) - film TV
- How to Pick Up Girls! (1978)
- Willa (1979)
- The Last Convertible (1979)
- Mind Over Murder (1979)
- Haywire (1980)
- For the Love of It (1980)
- Doppio gioco a San Francisco (Foul Play) (1981) - serie TV
- Killing at Hell's Gate (1981)
- For Lovers Only (1982)
- Vivere in fuga (Running Out) (1983)
- Cianuro a colazione (Sparkling Cyanide) (1983)
- Threesome (1984)
- L'ora del mistero (Hammer House of Mystery and Suspense) – serie TV, episodio 1x02 (1984)
- Segreti 2 (Lace II) (1985)
- Il re di Hong Kong (Noble House) - miniserie TV (1988)
- Ai confini della realtà (The Twilight Zone) – serie TV, episodio 3x19 (1989)
- La notte dei generali (Night of the Fox) (1990)
- The Sands of Time, regia di Gary Nelson (1992)
- A Perry Mason Mystery: The Case of the Grimacing Governor (1994)
- Quando il passato ritorna (Home Song) (1996)
- Book of Days (2003)
- Settimo cielo (7th Heaven) - serie TV, 18 episodi (1996-2005)
- Law & Order: Special Victims Unit - serie TV, un episodio (2006)
- E.R. - Medici in prima linea (ER) - serie TV, un episodio (2008)
- La vita segreta di una teenager americana (The Secret Life of the American Teenager) - serie TV, 3 episodi (2008-2010)